# North American O-47
North American O-47 là một loại máy bay thám sát của Quân đoàn Không quân Lục quân Hoa Kỳ.

## Biến thể
XO-471 chiếc, số seri 36-145, chế tạo ở Dundalk, Maryland, động cơ 850 hp (634 kW) Wright R-1820-41
O-47A164 chiếc, chế tạo ở Inglewood California, động cơ Wright R-1820-49
O-47B74 chiếc, cải tiến nhỏ và dùng động cơ 1.060 hp (790 kW) Wright R-1820-57, cộng thêm một thùng nhiên liệu 50 gallon

## Quốc gia sử dụng
Hoa Kỳ
- Quân đoàn Không quân Lục quân Hoa Kỳ

## Tính năng kỹ chiến thuật (0-47A)
Dữ liệu lấy từ "United States Military Aircraft Since 1909" 
Đặc điểm tổng quát
- Kíp lái: 3
- Chiều dài: 33 ft 7 in (10,24 m)
- Sải cánh: 46 ft 4 in (14,1 m)
- Chiều cao: 12 ft 2 in (3,7 m)
- Diện tích cánh: 350 ft2 (32,5 m²)
- Trọng lượng rỗng: 5.980 lb (2.712.5 kg)
- Trọng lượng có tải: 7.636 lb (3.463,6 kg)
- Động cơ: 1 × Wright R-1820-49, 975 hp (727 kW)

 Hiệu suất bay 
- Vận tốc cực đại: 221 mph (355,7 km/h)
- Vận tốc hành trình: 200 mph (322 km/h)
- Tầm bay: 840 dặm (1.352 km)
- Trần bay: 23.200 ft (7.071 m)
- Vận tốc lên cao: 1.470,8 ft/phút (448,3 m/phút)

Trang bị vũ khí

- 2 × súng máy.30-cal (7,62 mm)